# Quengert
Quengert ist ein Ort im Flachgau im Land Salzburg und gehört zur Gemeinde Straßwalchen im Bezirk Salzburg-Umgebung.

## Geographie
Der Ort Quengert  befindet sich gut 4½ Kilometer nordöstlich von Neumarkt am Wallersee, 2 Kilometer südöstlich des Gemeindehauptortes Straßwalchen.
Er liegt oberhalb von Irrsdorf am Fuß des Irrsbergs (884 m ü. A.), dem Nordausläufer des Kolomansbergmassivs, auf um die 560 m ü. A. Höhe.
Der Ort  umfasst etwa 40 Adressen, 15 Quengert  und 25 die Siedlung Am Irrsberg.
| Thalham       |                                             | Irrsdorf |
| Großstadlberg | Kompassrose, die auf Nachbargemeinden zeigt |          |
|               |                                             | Taigen   |

## Geschichte
Der Ortsname Gwengert stammt von althochdeutsch gewinnan ‚mühevoll erarbeiten‘. Er gehört zu den sehr frühen Flurnamen im Raum. Die Schreibung Quengert ist jüngeren Datums.
Mit dem Bau der Kaiserin Elisabeth-Bahn (Westbahn) 1860 wurde die Ortslage vom Kirchort getrennt, sodass sie nicht verwuchs.
In den 1950ern befanden sich hier noch nur 5 Häuser. Heute ist Quengert aber ein Ortsteil von Irrsdorf.

## Nachweise
- 50335 – Straßwalchen. Gemeindedaten der Statistik Austria

1. ↑  Er wird statistisch als Dorf klassiert; nach der topographischen Siedlungskennzeichnung der Statistik Austria ist ein „Dorf“ eine historisch gewachsene Ansiedlung mit mehr als 10 Häusern; eine dörfliche Infrastruktur fehlt hier aber gänzlich.
2. ↑  Irrsdorfer Dorfgemeinschaft: Geschichte Irrsdorf, auf strasswalchen.com
3. ↑  SAGIS, Layer Historische Orthofotos, Befliegung 1952–1954